# فعالیت‌های غیر ورزشی علی کریمی
فعالیت‌های غیر ورزشی علی کریمی به موضوع فعالیت‌ها و واکنش‌های علی کریمی (زادهٔ ۱۷ آبان ۱۳۵۷)، بازیکن بازنشستهٔ فوتبال اهل ایران در خارج از دنیای ورزش و به عنوان یک شهروند ایرانی در موضوعات اجتماعی، فرهنگی و سیاسی مرتبط با کشور ایران در داخل کشور و جهان اشاره دارد.

## پیش زمینه
علی کریمی در دوران فوتبال حرفه‌ای ۱۸ سالهٔ خود از سال ۱۳۷۵ تا ۱۳۹۳، سابقهٔ بازی در لیگ‌های ایران، امارات، قطر و آلمان را دارد. کریمی که به‌عنوان یک بازی‌ساز دریبل‌زن شناخته می‌شود، با لقب «جادوگر» و «مارادونای آسیا» از او یاد می‌شود. کریمی در سال ۲۰۱۷؛ از سوی کنفدراسیون فوتبال آسیا، به عنوان «یکی از نمادهای تاریخ فوتبال آسیا» شناخته شد.او در ویدیو معرفی تیم ملی فوتبال ایران در جام جهانی ۲۰۱۸ نیز، از سوی فیفا؛ به عنوان «یکی از دو بازیکن برتر تاریخ فوتبال ایران»، معرفی شد. کریمی در سال ۱۳۹۴، در نظرسنجی برنامهٔ تلویزیونی ۹۰ با کسب ۵۲٫۵ درصد آراء، به عنوان محبوب‌ترن فوتبالیست دو دهه (از آغاز دههٔ ۱۳۷۰ تا سال ۱۳۹۴) ایران انتخاب شد.

## حضور در صدا و سیما
علی کریمی ۲ بار در استودیو برنامهٔ زنده تلویزیونی ۹۰ حضور پیدا کرده‌است؛ که این دو مورد، تنها حضور او در استودیو برنامه‌های «زنده» صداوسیمای ایران است. کریمی در بهمن ۱۳۹۶؛ با حضور در برنامه ۹۰ به مناظره با محمدرضا ساکت دبیرکل وقت فدراسیون فوتبال پرداخت، و با ارائهٔ دلایلی فدراسیون فوتبال ایران را متهم به فساد کرد. او در مواردی؛ حضور در برنامه‌های ضبط شده صداوسیما را، به دلیل امکان سانسور شدن حرف‌هایش رد کرده‌است.

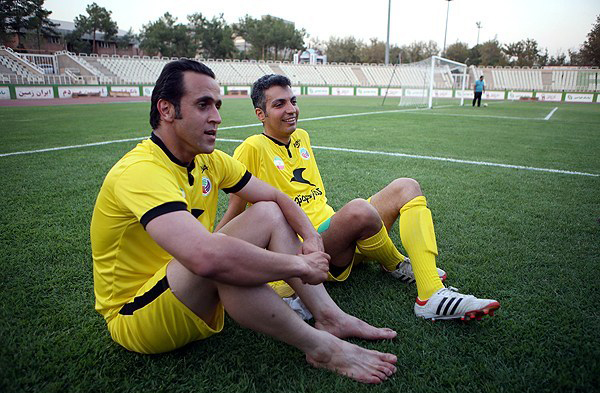
علی کریمی و عادل فردوسی‌پور (تهیه‌کننده و مجری برنامه ۹۰) - مرداد ۱۳۹۴

بخش‌های مختلف خبری سازمان صداوسیمای ایران (به‌خصوص بخش خبری ۲۰:۳۰) همواره با رویکردی انتقادی و تخریبی، گزارش‌هایی در مورد علی کریمی تهیه کرده‌اند.‏‏

. . . در رسانه ملی هر کاری که بخواهند می‌کنند و با مسائل؛ شخصی برخورد می‌کنند. آن هم در حالی که کسی نمی‌داند چه شده و همین‌طور درباره‌اش صحبت می‌کنند . . .

انتقاد کریمی از سازمان صداوسیما / دی ۱۳۹۳
در سال ۱۳۹۶؛ شبکه مستند تلویزیون ایران، با پخش مستندی فوتبالی (تهیه شده توسط «خانه مستند انقلاب اسلامی»)، با نشان دادن «مچ‌بندهای سبز» علی کریمی در بحبوحه «اعتراضات ۱۳۸۸ ایران»، به انتقاد از این بازیکن پرداخت.
در اسفند ۱۳۹۹ نیز سازمان تنظیم مقررات رسانه‌های صوت و تصویر فراگیر وابسته به صداوسیما؛ اجازه پخش برنامه ویژه علی کریمی دربارهٔ انتخابات فدراسیون فوتبال، در شبکه نمایش خانگی را نداد.
به دنبال حمایت کریمی از خیزش ۱۴۰۱ ایران؛ صداوسیما بارها در گزارش‌ها و برنامه‌های مختلف، علی کریمی را عامل اصلی حضور معترضان در خیابان‌های کشور معرفی کرده‌است، و همواره با رویکردی تخریبی؛ نسبت به مواضع کریمی واکنش نشان داده‌است.

## فعالیت در امور خیریه
- سفیر کودکان بی‌سرپرست

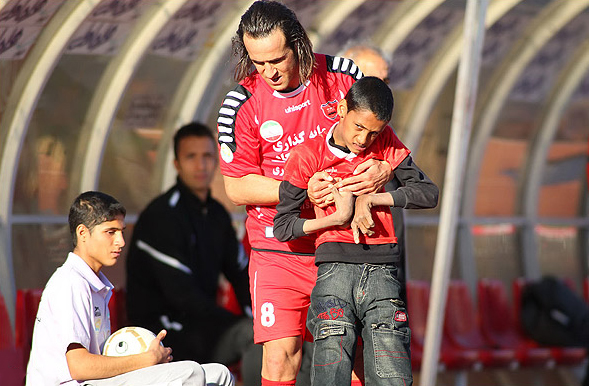
علی کریمی و هوادار معلول پرسپولیس — دی‌ماه ۱۳۹۱

علی کریمی در موارد متعدد؛ از کودکان کار، یتیم، بی‌سرپرست و بیمار حمایت مادی و معنوی کرده و در مراکز درمانی و بهزیستی با آن‌ها دیدار یا بازی کرده‌است.‏‏
او با کمک‌های نقدی، خرید تجهیزات، مواد غذایی و پوشاک؛ (برای کودکان و سالمندان بی‌سرپرست) به عنوان عضو هیئت امناء موسسات خیریه، فعالیت داشته‌است. کریمی در آذر ۱۳۹۱؛ از سوی سازمان بهزیستی کشور، به‌عنوان «سفیر کودکان بی‌سرپرست» معرفی شد.
پس از این‌که مرتضی مهرزاد، در برنامه ماه‌عسل شبکه ۳ (سال ۱۳۸۸)، یکی از آرزوهای زندگی خود را ملاقات با علی کریمی عنوان کرد، کریمی به دیدار او رفت و در هزینه‌های درمانی به او کمک کرد. او همچنین هزینه‌های درمانی بابک معصومی، بازیکن سابق تیم ملی فوتسال ایران را نیز عهده‌دار شد. کریمی در سال ۱۳۹۰؛ تعدادی از پیراهن‌های خود را برای کمک به موسسات خیریه، به حراج گذاشت. کریمی ژوئیه ۲۰۱۹؛ در مراسم خیریه «یونیسف» در ایران، با حضور «ویل پارکس» (نماینده این سازمان) حضور پیدا کرد.

. . . علی کریمی کسی است که در سخت‌ترین شرایط به مردم کمک می‌کند و دست شان را می‌گیرد. خیلی کارها انجام داده که مردم می‌دانند اما چند برابر آن کارهایی کرده که مردم نمی‌دانند. این می‌تواند یک شاخصه ای باشد که در ورزشکاران ما کمتر دیده شده‌است . . .

بهتاش فریبا بازیکن سابق تیم ملی / خرداد ۱۴۰۰
- کمک به آسایشگاه معلولان فیاض بخش مشهد

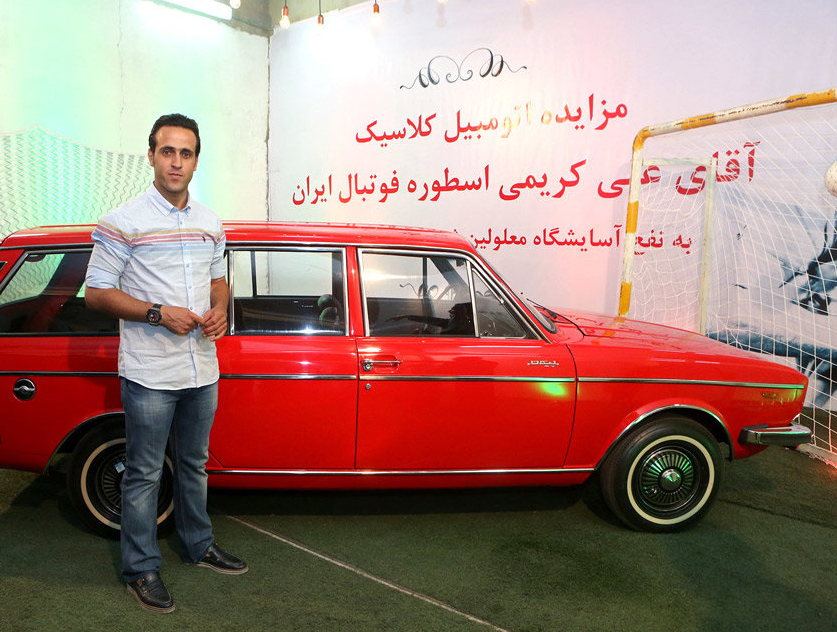
فروش اولین اتومبیل علی کریمی به مبلغ ۵۰۸ میلیون تومان به نفع «آسایشگاه معلولان فیاض بخش مشهد» — مهر ۱۳۹۴

کریمی در مهر ۱۳۹۴؛ یک دستگاه اتومبیل پیکان استیشن مدل ۱۳۵۷ (اولین اتومبیلی که کریمی در دهه ۱۳۷۰ مالک آن بود) را، در قبال دو باب مغازه به ارزش ۵۰۸ میلیون تومان به فروش رساند. این مبلغ به کودکان و افراد معلول «آسایشگاه معلولان فیاض بخش مشهد» اختصاص پیدا کرد.‏او پیش از این نیز در شهریور ۱۳۹۴؛ پیراهن ورزشی خود را به نفع کودکان این آسایشگاه به فروش رسانده بود.
- ارسال اقلام مورد نیاز زلزله زدگان غرب کشور

کریمی در آبان ۱۳۹۶، با ارسال چند تریلی از اقلام مورد نیاز زلزله زدگان غرب کشور، به آن‌ها کمک رسانی کرد.
- کمک به آسایشگاه شهید بهشتی مشهد

کریمی در آذر ۱۳۹۸ و همزمان با روز جهانی معلولان، در «آسایشگاه شهید بهشتی مشهد» حضور یافت، و پیراهنش را به ارزش ۸۱ میلیون تومان به نفع معلولان این آسایشگاه به فروش رساند.
- ساخت مدرسه در سیستان و بلوچستان

کریمی در اردیبهشت ۱۳۹۹؛ هزینه ساخت مدرسه سه کلاسه دوره متوسطه اول «روستای مولا آباد کشاری»، از توابع بخش مرکزی استان سیستان و بلوچستان را برای ۶۰ دانش آموز عهده‌دار شد.
- خرید لوازم پزشکی و بهداشتی، برای بیمارستان‌های استان گیلان در دوران کرونا

کریمی همزمان با شیوع ویروس کرونا در ایران؛ دو محموله پزشکی در اسفند ۱۳۹۸ و فروردین ۱۳۹۹ به بیمارستان‌های استان گیلان ارسال کرد.
- تهیه و توزیع هزار تبلت، برای دانش آموزان بی‌بضاعت

علی کریمی در سال ۱۴۰۰، برای ادامه تحصیل «دانش آموزان بی‌بضاعت مناطق محروم کشور»؛ از جمله سیستان و بلوچستان، «هزار تبلت» تهیه و توزیع کرد.

## فعالیت سیاسی

### فعالیت سیاسی در داخل ایران
بنا بر گزارش خبرگزاری دویچه وله آلمان در سال ۲۰۱۴؛ مقام‌ها و نهادهای دولتی، صداوسیما، نمایندگان مجلس و سیاست‌مداران ایران در تریبون‌های مختلف، سعی در تخریب علی کریمی داشته‌اند. نام کریمی در تعدادی از اسناد دیپلماتیک آمریکا که ویکی‌لیکس منتشر کرده‌است به چشم می‌خورد.کریمی در انتخابات ریاست جمهوری ۱۳۹۶ ایران، از حامیان حسن روحانی بود ولی در آذر ۱۳۹۶، به دلیل حمایتش از روحانی، ابراز پشیمانی کرد.

. . . من باز عذرخواهی می‌کنم از تمام دوستان و هموطنان عزیز. حلال کنید. (بابت حمایتی که از روحانی کردم. فکر کردم میتونه کمک کنه) شمایی که داری خوشحالی می‌کنی از پشیمانی ما، ما آنقدر شجاعتش رو داریم که اگر اشتباهی کرده باشیم عذرخواهی کنیم. شما چی؟ . . .

ابراز پشیمانی کریمی؛ پس از حمایت از حسن روحانی، در انتخابات ریاست جمهوری ۱۳۹۶ / آذرماه ۱۳۹۶

#### حمایت از اعتراضات ۱۳۸۸

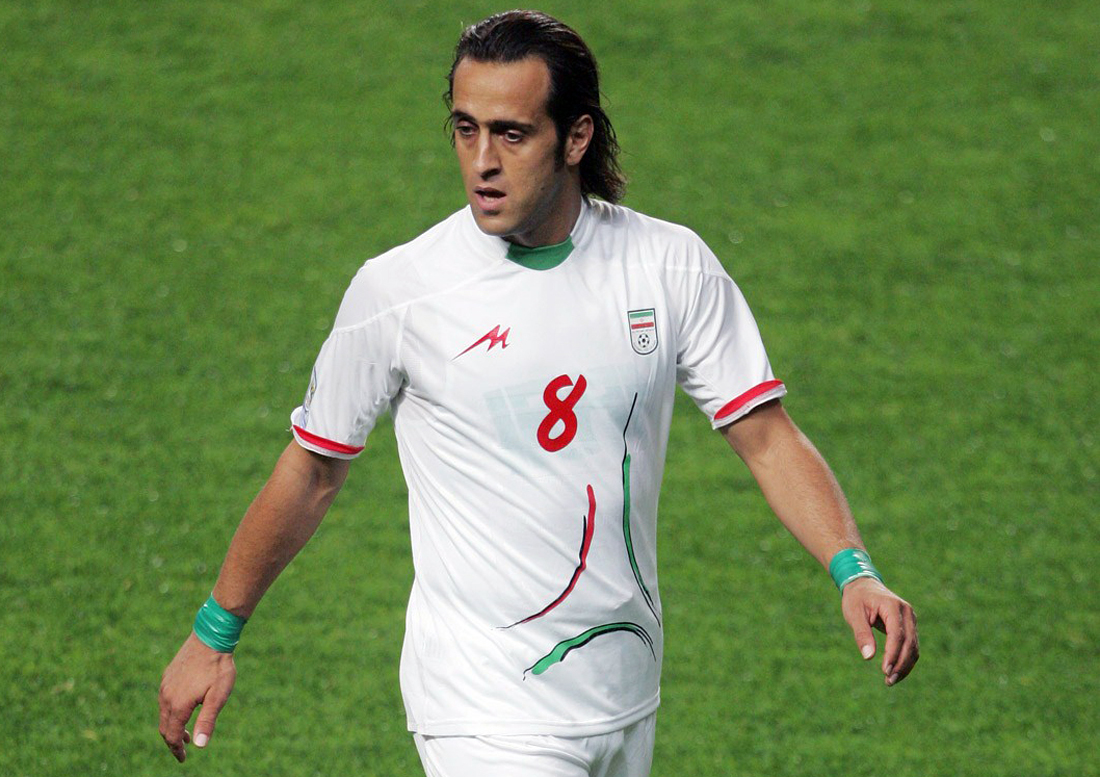
علی کریمی با مچ‌بندهای سبز (نماد اعتراض حوادث ۱۳۸۸ ایران) در بازی انتخابی جام جهانی ۲۰۱۰ مقابل کره جنوبی — ۲۷ خرداد ۱۳۸۸)

علی کریمی در بازی ۲۷ خرداد ۱۳۸۸ تیم ملی ایران، مقابل کره جنوبی که با «اعتراضات به انتخابات ۱۳۸۸» هم‌زمان بود، به همراه چند تن از بازیکنان تیم ملی، با مچ‌بند سبز (که نماد اعتراضات مردمی شناخته می‌شد) وارد زمین مسابقه شد. با خداحافظی کریمی از تیم ملی پس از این مسابقه، فیفا خواستار توضیح فدراسیون فوتبال ایران در ارتباط با بستن مچ‌بند سبز و خداحافظی این بازیکن از تیم ملی شد. در ادامه؛ کریمی از باشگاه پرسپولیس نیز، کنار گذاشته شد.

#### درخواست حذف کریمی از ورزش، توسط نماینده مجلس ۱۳۸۹
در مرداد ۱۳۸۹، مصطفی آجورلو مدیرعامل وقت باشگاه استیل آذین، پس از متهم کردن کریمی به روزه خواری در ماه رمضان (نوشیدن آب در تمرین) و اخراج او، در مصاحبه با صداوسیما اعلام کرد: «من سردار مصطفی آجرلو، پاسدار انقلاب هستم. من این‌جا برای فوتبال فقط نیامده‌ام، من برای ارزش‌های انقلابی و دینی خودم آمده‌ام.» پس از مواضع آجورلو، سردار محمداسماعیل کوثری نماینده وقت مجلس نیز، خواهان «حذف» علی کریمی از ورزش شد.

#### اهداء پیراهن به خانواده اشکان سهرابی ۱۳۹۰
علی کریمی در شهریور ۱۳۹۰ پیراهن امضاشده شالکه خود را، به خانواده اشکان سهرابی از جان باختگان حوادث سال ۱۳۸۸، اهداء کرد.روزنامه جوان از این اقدام؛ با عنوان، پاس‌های علی کریمی به فتنه گران یاد کرد.

#### شکایت ستاد امر به معروف و نهی از منکر از کریمی ۱۳۹۶
در سال ۱۳۹۶؛ علی کریمی پس از انتشار عکسی از آرامگاه کوروش در اینستاگرام، با نوشته «یک مقبره ساده ز سنگ ساخته‌است / بر گنبد و سیم و زر نپرداخته‌است»، از سوی ستاد امر به معروف و نهی از منکر، مورد شکایت قرار گرفت.

#### انتقاد از محمد جواد ظریف؛ وزیر امور خارجه ۱۳۹۷
پس از سخنان محمدجواد ظریف؛ وزیر امور خارجه ایران که عنوان کرده بود: «ما افتخار می‌کنیم به خاطر فلسطین تحت فشار هستیم»، علی کریمی به انتقاد از او پرداخت و نوشت، «آقای دکتر کدوم (ما) تحت فشارند؟ (ماِ) ما یا (ماِ) شما؟»
این انتقاد؛ واکنش غیر مستقیم سید علی خامنه‌ای رهبر جمهوری اسلامی ایران را به دنبال داشت. رهبر ایران عنوان کرده بود: «برخی کسانی که از امنیت کشور استفاده می‌کنند و کار و ورزش و… خود را انجام می‌دهند و بعد نمکدان می‌شکنند، بدانند امنیت از این راه به‌دست می‌آید.»

#### عدم صلاحیت کریمی برای ریاست فدراسیون فوتبال، در مناظره تلویزیونی ۱۳۹۹
در بهمن ۱۳۹۹؛ حسین شریعتمداری مدیر مسئول روزنامه کیهان (منصوب رهبر ایران در روزنامه کیهان)، در مناظره تلویزیونی با صادق خرازی، اعلام کرد: «کریمی به دلیل بستن مچ‌بندهای سبز در سال ۱۳۸۸، صلاحیت ریاست فدراسیون فوتبال را ندارد». پیش‌تر نیز رئیس هیئت فوتبال هرمزگان اعلام کرده بود: «به اعضای مجمع فدراسیون فوتبال سفارش شده‌است، که در انتخابات ریاست فدراسیون فوتبال، به کریمی رای ندهند.»
در اسفند ۱۳۹۹ نیز سازمان تنظیم مقررات رسانه‌های صوت و تصویر فراگیر وابسته به صداوسیما؛ اجازه پخش برنامه ویژه علی کریمی، دربارهٔ انتخابات فدراسیون فوتبال، در شبکه نمایش خانگی را نداد.

#### انتقاد از روش نذری و ممنوع التصویر و ممنوع الکار شدن ۱۴۰۱
علی کریمی در مرداد ۱۴۰۱؛ با انتشار استوری در صفحه اینستاگرام با متن «میلیاردها تومان خرج می‌کنیم نذری بدهیم، و در پایان آرزوی شفای بیماری را داریم، که برای نداشتن پول درمان می‌میرد. التماس …» به روش نذری، انتقاد کرد. انتقاد کریمی واکنش مذهبیان را به دنبال داشت و در این میان یکی از روحانیون کریمی را بی‌شرف و نادان خطاب کرد.

. . . بی‌شرف توِ دوزاری هستی، که به اسم اسلام هر زِرِ مفتی می‌زنی. در پایان هم جربزه اینو نداری کامنت و تگ هاتو باز بزاری تا مردم نظر بدن. ولی من کامنتم روباز می‌زارم تا مردم نظرشونو در مورد منو تو بدن . . .

پاسخ کریمی به روحانی که او را بی‌شرف خطاب کرده بود
در ادامه واکنش‌ها؛ تصاویر کریمی در تبلیغ یکی از برندهای آرایشی و بهداشتی در بیلبوردهای شهر تهران، توسط شهرداری و اداره کل فرهنگ و ارشاد اسلامی استان تهران جمع‌آوری شد. «ممنوع شدن» تولید و توزیع محصولات با تصویر و برند کریمی، و جمع‌آوری محصولاتی که پیش‌تر در فروشگاه‌های کشور عرضه شده بودند، از دیگر اقداماتی بود؛ که پس از انتقاد کریمی از روش نذری، از سوی مسئولان کشور انجام گرفت.

### فعالیت سیاسی در خارج از ایران

#### حمایت از خیزش ۱۴۰۱ ایران
. . . یه سری‌ها سال ۵۷ فهمیدن
یه سری‌ها سال ۶۷ فهمیدن
یه سری‌ها سال ۸۸ فهمیدن 
یه سری‌ها سال ۹۶ فهمیدن
یه سری‌ها سال ۹۸ فهمیدن
یه سری‌ها سال ۱۴۰۰ فهمیدن
وای به حال اونایی که هنوز نفهمیدن . . .

علی کریمی، ۲۷ شهریورِ ۱۴۰۱
به‌دنبال جان باختن مهسا امینی و سپس خیزش ۱۴۰۱ ایران، کریمی در شبکه‌های اجتماعی در حمایت از معترضان فعال بود. کریمی نه تنها مواضع‌اش را روشن گفت بلکه با معترضان همنوا شد و در پیام‌هایی پیشنهاد و راهکار نیز به معترضان ارائه می‌کرد. در ۳۰ شهریور ۱۴۰۱ خبرگزاری فارس کریمی را «رهبر جدید اپوزیسیون»، نامید و روزنامه ایران از کریمی به عنوان «لیدر آشوب‌های خیابانی» یاد کرد. با «اغتشاشگر» و «ضدانقلاب» خطاب کردن کریمی؛ توسط رسانه‌های نزدیک به حاکمیت، مقامات حامی حکومت نیز خواهان تعقیب قضایی کریمی و مصادره اموال او شدند.
در چهارم مهرماه ۱۴۰۱، تصاویری از «پلمب» خانه کریمی و اطلاعیه‌ای در این مورد، روی بلوک مسدود کننده در ورودی خانه او منتشر شد. او در واکنش به پلمب خانه اش در دو استوری اینستاگرام نوشت؛ «فدای سر مردمم». «خانه بی خاک ارزشی ندارد». در ادامه واکنش‌ها به مواضع کریمی در حمایت از خیزش ۱۴۰۱ ایران؛ مجسمه یادبود او نیز در مهرماه ۱۴۰۱ تخریب شد.
کریمی که در جریان اعتراضات؛ خارج از ایران اقامت داشت اعلام کرد: بارها او و خانواده‌اش از سوی حاکمیت ایران، «تهدید» شده‌اند، و حتی «حکم تیر» او صادر شده‌است.

. . . خون من از خون مهساها و سیاوش‌ها رنگین‌تر نیست که به ناحق ریختید. چه افتخاری بزرگتر از این‌که خونم برای کشورم ریخته شود . . .

واکنش کریمی به «تهدیدهای» حاکمیت ایران
در ۲۴ آبان ۱۴۰۱؛ کریمی ضمن تشکر از فیفا و عوامل برگزاری جام جهانی ۲۰۲۲ برای حضورش در قطر اعلام کرد، دعوتنامه توسط «فدراسیون فوتبال جمهوری اسلامی ایران» از او پنهان شده، و از طریق عوامل برگزاری جام جهانی به اطلاع مدیر برنامه‌هایش رسیده‌است. او در پایان اعلام کرد: «در حال حاضر برای من، مسائل خیلی مهم‌تر از فوتبال وجود دارد و می‌خواهم در کنار هم‌وطنانم صدای آنها باشم».

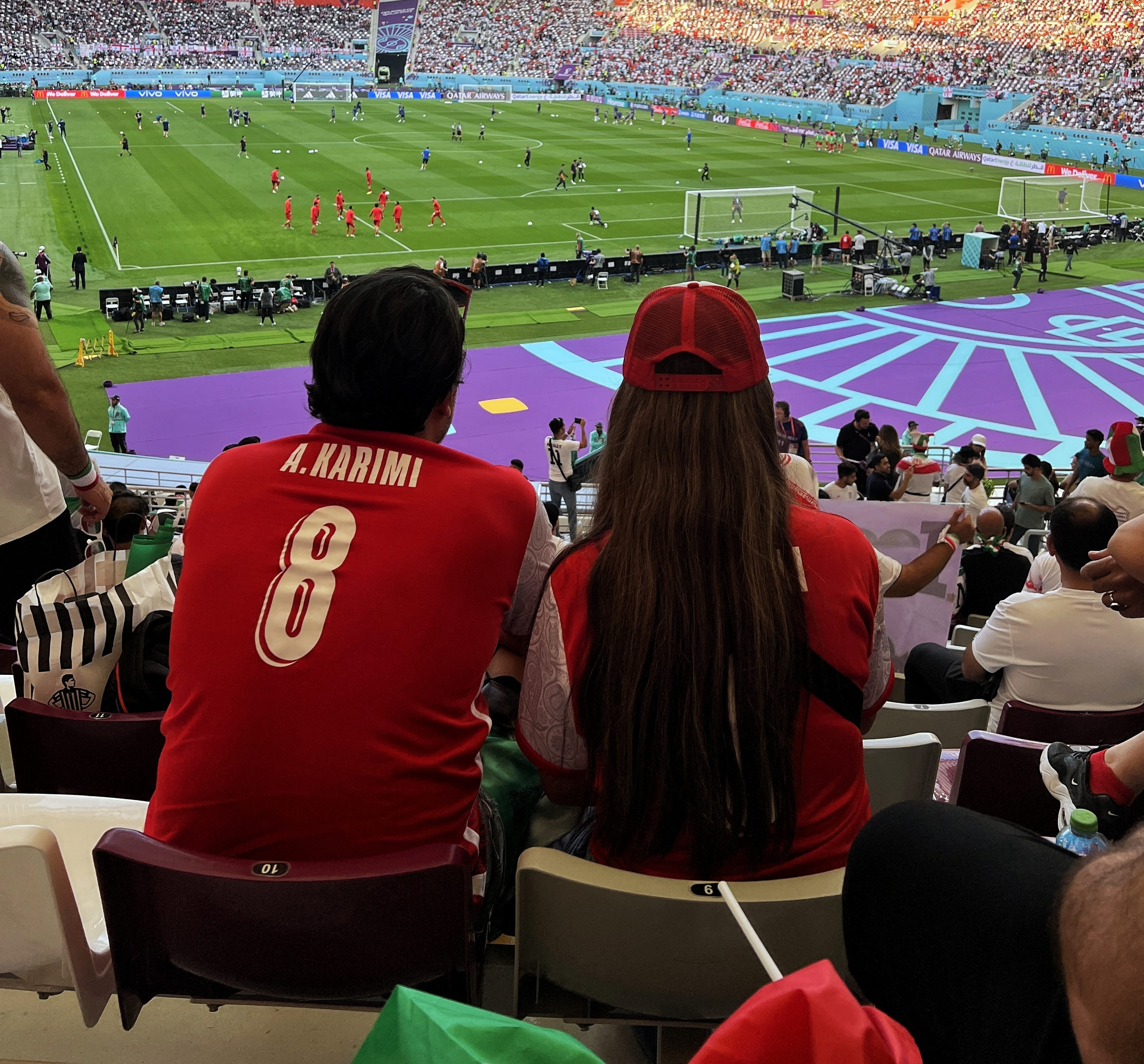
حمایت از علی کریمی در جام جهانی ۲۰۲۲ (بازی ایران-انگلیس)

کریمی که پیش از شروع مسابقات تیم ملی فوتبال ایران در جام جهانی ۲۰۲۲، از بازیکنان درخواست کرده بود در این تورنومنت «صدای اعتراضات مردم» باشند، در اولین بازی تیم ملی؛ مقابل انگلیس (که با شکست ۶–۲ ایران به پایان رسید) از سوی تماشاگران حاضر در ورزشگاه، مورد تشویق قرار گرفت.
با ادامه اعتراضات و افزایش کشتار معترضان توسط نیروهای نظامی حاکمیت ایران؛ کریمی در پیامی عنوان کرد: «هیچ‌کس از بیرون مرزها به ما حمله نکرده و ما هر روز کشته می‌دیم». او پیش از این نیز خطاب به نیروهای نظامی که با سرکوب معترضان از مقامات حکومت ایران حمایت می‌کنند، عنوان کرده بود؛ «از چی داری دفاع می‌کنی سرباز؟ از غارت، اختلاس و رانت‌خواری؟ از حقارت وطن و انزوای جهانی؟ از فقر، تن‌فروشی، گرسنگی و بیچارگی هم‌وطنت؟»
کریمی در بحبوحه خیزش ۱۴۰۱ ایران؛ انتقادات تند و گسترده‌ای نیز از حاکمیت ایران، بنیان‌گذار جمهوری اسلامی، رهبر جمهوری اسلامی، قوه قضائیه، رئیس‌جمهور، نمایندگان مجلس، اعضاء کابینه دولت، صداوسیما و سپاه پاسداران انقلاب اسلامی مطرح کرده‌است و همچنان مواضعی مخالف حاکمیت جمهوری اسلامی دارد. او در آذر ۱۴۰۱؛ تنها راه نجات مردم ایران را، سرنگونی نظام جمهوری اسلامی عنوان کرد.

. . . تنها راه برای آزادی همهٔ زندانی‌ها و متوقف کردن همهٔ اعدام‌ها سرنگونی نظام هست. قهرمانان ما؛ برای آزادی جنگیدن، نه برای اشک‌های ما. تا زمان پیروزی، تنها حسی که باید وجود داشته باشه خشمه. تا زمانی که جمهوری اسلامی هست، باید انتظار هزاران برابر بدتر از این‌ها رو هم داشته باشیم . . .

مواضع کریمی در مورد حاکمیت ایران / آذر ۱۴۰۱
در ۲۱ آذر ۱۴۰۱؛ (با گذشت ۲ ماه، و ۲۷ روز از خیزش ۱۴۰۱ ایران) صدا و سیما در گزارشی، بار دیگر علی کریمی را عامل اصلی حضور معترضان در خیابان‌های کشور معرفی کرد.سردار احمد وحیدی وزیر کشور؛ در ۲۴ آذر ۱۴۰۱، و همچنین سردار غلامرضا جلالی رئیس سازمان پدافند غیر عامل ایران‍ در ۲۶ آذر ۱۴۰۱، با خطاب قرار دادن علی کریمی، به تبیین خیزش ۱۴۰۱ ایران پرداختند.
کریمی در صدمین روز خیزش ۱۴۰۱ ایران، با ستایش از مردم ایران که با دستان خالی مقابل نظامی‌ها ایستادگی کردند؛ حکومت ایران را «رژیم بچه‌کش» توصیف کرد.
در ۷ دی ۱۴۰۱؛ صدا و سیما با پخش یک برنامه در مورد خیزش ۱۴۰۱ ایران، با رویکردی تخریبی به نقش علی کریمی در اعتراضات پرداخت. صدا و سیما در این برنامه با یادآوری مچ‌بندهای اعتراضی کریمی در اعتراضات ۱۳۸۸؛ برای چندمین بار متوالی کریمی را سردسته معترضان خیزش ۱۴۰۱ ایران معرفی کرد و مواضع او را اعلام جنگ به کشور عنوان کرد.‏‏
کریمی در ادامه مواضع سیاسی خود، در دی‌ ماه ۱۴۰۱ با درمانده خواندن رهبر جمهوری اسلامی خطاب به او گفت: «هر چی آدم چاپلوس و فاسد رو اطرافت جمع کردی فکر کردی رهبر کل ایرانی؟»

## تبعات  مواضع  سیاسی

### تخریب، ممنوع التصویر و سانسور در رسانه‌های داخلی
به دنبال حمایت علی کریمی از خیزش ۱۴۰۱ ایران و مواضع سیاسی او پس از این خیزش، رسانه‌های حاکمیتی ایران از جمله صداوسیما، سایت‌ها و روزنامه‌های حاکمیتی با نسبت دادن عناوینی چون  «رهبر جدید اپوزیسیون»، «لیدر آشوب‌های خیابانی»، «اغتشاشگر» و «ضدانقلاب» به علی کریمی، به‌صورت پیوسته و گسترده با رویکردی تخریبی، برنامه‌ها و مطالبی علیه او تهیه کرده‌اند.
در سال ۱۴۰۱ و در بحبوحه خیزش مردمی، برنامه «یک ملت یک ضربان» پخش شده از شبکه مستند تلویزیون ایران، که به معرفی تاریخچه فوتبال ملی ایران می‌پرداخت، فقط اقدام به حذف تصویر علی کریمی از میان دیگر چهره‌های فوتبال ایران، در تیتراژ پایانی این مستند کرد. پیش از این نیز، تصویری از علی کریمی در پوستر ۱۱ نفره معرفی این برنامه وجود نداشت.
همچنین پخش برنامه دیگری از شبکه مستند تلویزیون ایران با نام «تاریخ مستند ورزش ایران» که به تاریخچه ورزش ایران می‌پرداخت، پس از بررسی حضور تیم ملی فوتبال ایران در جام جهانی ۱۹۹۸ متوقف گردید. (علی کریمی پس از بازی‌های جام جهانی ۱۹۹۸ به تیم‌ملی ایران پیوست)
در فروردین ۱۴۰۲ با بازپخش سریال پژمان، فقط نام علی کریمی از میان تمام فوتبالیست‌‌‌هایی که پیش‌تر (۱۳۹۲) در دیالوگ‌های این سریال ذکر شده بودند، حذف گردید.
در سال ۱۴۰۲ و هم‌زمان با حضور تیم ملی فوتبال ایران در مسابقات جام ملت‌های آسیا ۲۰۲۳، برنامه ای با عنوان «جام آرزوها» با مشارکت فدراسیون فوتبال ایران از شبکه نسیم صداوسیما پخش گردید. در طول پخش قسمت های مختلف این برنامه؛ با نشان دادن تصویر چهره‌های فوتبالی ایران، از مهمانان دعوت شده نظرخواهی شد و تا اتمام کل برنامه،  تصویری از علی کریمی پخش نشد.
ارسال پارازیت و تقطیع صحبت‌های مهمانان ورزشی توسط مجریان صداوسیما در صورت نام آوردن از علی کریمی در برنامه‌های پخش زنده، از دیگر مواردیست که در صداوسیما انجام می‌گیرد.
با آغاز سال ۱۴۰۳ وب‌سایت و اپلیکیشن فوتبالی، اقدام به تهیه تقویم برای ماه‌های تولد چهره‌های ماندگار تاریخ پرسپولیس کرد، که در نمایش ۶۷ تصویر از چهره‌های مطرح تاریخ پرسپولیس نام و تصویری از علی کریمی منتشر نکرد.
ممنوع التصویر شدن کریمی بر روی جلد روزنامه‌ها و مجلات ورزشی و غیرورزشی، و همچنین عدم پرداختن به اخبار مربوط به فوتبال علی کریمی در سایت‌هایی چون ورزش سه و اپلیکیشن و وب‌‌سایت‌های چون فوتبال ۳۶۰، از دیگر محدودیت‌هایی هست که برای  رسانه‌های داخل ایران ایجاد شده است.

### تحریف و حذف از تاریخ فوتبال ایران در رسانه‌های داخلی
رسانه‌های ورزشی و غیر ورزشی داخل ایران، علاوه بر امتناع از پرداختن به اخبار مرتبط با فوتبال علی کریمی، به تحریف و حذف نام این بازیکن از تاریخ فوتبال ایران پرداخته اند.
در دی ماه ۱۴۰۲ برنامه «یک ملت یک ضربان» پخش شده از شبکه ورزش صداوسیما که به معرفی تاریخچه فوتبال ملی ایران می‌پرداخت، در بررسی عملکرد تیم ملی ایران در جام ملت‌های آسیا ۲۰۰۴؛ اقدام به حذف تصاویر تمامی گل‌ها، پاس گل‌ها و پنالتی های گرفته شده توسط علی کریمی در این تورنومنت کرد. این در حالی بود که علی کریمی  علاوه بر قرار گرفتن در تیم منتخب این مسابقات؛ با زدن ۵ گل عنوان آقای گلی این تورنومنت را نیز به دست آورده بود.
پیش تر نیز این برنامه که در سال ۱۴۰۱ و در بحبوحه خیزش مردمی از شبکه مستند صداوسیما پخش شده بود، در تیتراژ پایانی، فقط اقدام به حذف تصویر علی کریمی از میان دیگر چهره‌های فوتبال ایران کرده بود.
در بهمن ۱۴۰۲ و پیش از بازی تیم ملی فوتبال ایران مقابل سوریه در جام ملت‌های آسیا ۲۰۲۳، «وب‌سایت روزنامه اعتماد» در گزارشی به تاریخچه تقابل تیم‌های‌ ملی ایران و سوریه پرداخت و نام علی کریمی را از میان گلزنان تاریخ ایران مقابل سوریه حذف کرد. این در حالیست که علی کریمی ۳ گل مقابل سوریه به ثمر رسانده است.
در فروردین ۱۴۰۳ «برنامه تلویزیونی فوتبال برتر» پخش شده از شبکه سوم صداوسیما، در ویدیویی با عنوان «لژیونرهایی که قاره سبز را فتح کردند»، نام و تصویری از علی کریمی پخش نکرد. این در حالی است که علی کریمی، قهرمانی بوندس‌لیگا و جام حذفی آلمان را در دو فصل حضور در تیم بایرن مونیخ و قهرمانی جام حذفی فوتبال آلمان را نیز در تیم شالکه به دست آورده است.
در مهرماه ۱۴۰۳ در برنامه «خاطره بازی» پخش شده از شبکه ورزش صداوسیما، نام علی کریمی از ترکیب ۱۱ نفره پرسپولیس در دیدار فینال جام حذفی برابر سپاهان در سال ۱۳۹۱ حذف شد، و مجری این برنامه (جواد خیابانی) ترکیب پرسپولیس در این مسابقه را  با نام بردن از ۱۰ بازیکن این تیم معرفی کرد.

### تهدید به دستگیری
به دنبال ادامه مواضع سیاسی علی کریمی، «رضا نقی‌پور» مسئول دفتر مراسم و تشریفات رئیس جمهور (سیدابراهیم رئیسی) کریمی را تهدید به دستگیری و بازگشت به ایران کرد. محمد دهقان معاون حقوقی رئیس جمهور نیز با خطاب قرار دادن علی کریمی اعلام کرد: «هر فردی که علیه امنیت ملی کشور اقدامی انجام دهد، تحت پیگیرد قرار می‌گیرد و محاکمه خواهد شد».
پیش از این نیز رسانه‌های حاکمیتی و چهره‌های فعال سیاسی چون حمید رسایی (نماینده سه دوره مجلس شورای اسلامی) خواهان دستگیری کریمی و بازگشت او به ایران شده بودند. رسایی که پیش‌تر در صداوسیما خواهان توقیف اموال علی کریمی شده بود اعلام کرد: «به اموال مردم ضرر زدی باید حساب پس بدی. توقیف اموالت، مقدمه توقیف خودت است. تو هم عاقبت گرفتار چنگال قانون می‌شی».  پیش از این نیز خبرگزاری فارس در ۲ مهر ۱۴۰۱؛ در گفتگو با یک وکیل دادگستری، کریمی را تهدید به مجازات «اعدام» کرده بود.
کریمی که در جریان اعتراضات؛ خارج از ایران اقامت داشت اعلام کرد: بارها او و خانواده‌اش از سوی حاکمیت ایران، «تهدید» شده‌اند، و حتی «حکم تیر» او صادر شده‌است.

### توقیف و مصادره اموال
در مهرماه ۱۴۰۱ و با گذشت چند روز از حمایت علی کریمی از خیزش ۱۴۰۱ ایران، رسانه‌های نزدیک به حاکمیت و مقامات حامی حکومت خواهان تعقیب قضایی کریمی و مصادره اموال او شدند. در چهارم مهرماه ۱۴۰۱، تصاویری از «پلمب» خانه کریمی و اطلاعیه‌ای در این مورد، روی بلوک مسدود کننده در ورودی خانه او منتشر شد. او در واکنش به پلمب خانه اش در دو استوری اینستاگرام نوشت؛ «فدای سر مردمم». «خانه بی خاک ارزشی ندارد».
پیش از این نیز حمید رسایی (نماینده سه دوره مجلس شورای اسلامی) خطاب به کریمی اعلام کرده بود: «به اموال مردم ضرر زدی باید حساب پس بدی. توقیف اموالت، مقدمه توقیف خودت است. تو هم عاقبت گرفتار چنگال قانون می‌شی». 
در ۸ مهرماه ۱۴۰۱ نیز جمعی از حامیان حکومت پس از برگزاری نماز جمعه در مقابل خانه علی کریمی تجمع کرده و از قوه قضائیه خواستند تا خسارات وارده به بیت المال را، با گرفتن اموال علی کریمی جبران کند.
هجوم ماموران امنیتی در روزهای ابتدایی خیزش ۱۴۰۱ ایران به خانه علی کریمی، و کتک زدن سرایدار و کار گذاشتن دوربین مداربسته در داخل و اطراف خانه او از دیگر مواردیست که پس از توقیف اموال علی کریمی روی داده است.

## مهاجرت از ایران ۱۴۰۱
علی کریمی در اولین مصاحبه خارج از کشور؛ (که ۷ آذر ۱۴۰۱ پخش شد) اعلام کرد: «از سال‌ها قبل؛ علی‌رغم توصیه دوستانش برای سرمایه‌گذاری در خارج از کشور، درآمدش را در داخل ایران سرمایه‌گذاری کرده، و حتی اموالش را نفروخته‌است، چراکه قصدی برای مهاجرت دائمی نداشته‌است». کریمی در ادامه این مصاحبه عنوان کرد: به دلیل حمایتش از خیزش ۱۴۰۱ ایران؛ بارها او و خانواده‌اش از سوی حاکمیت ایران، «تهدید» شده‌اند، و حتی «حکم تیر» او صادر شده‌است.
کریمی که پیش از آغاز خیزش ۱۴۰۱ ایران، در امارات حضور داشت، به دنبال «تهدیدهای متوالی» و ابلاغ «اتهامات متعدد از سوی حاکمیت ایران» (به دلیل حمایت از خیزش مردمی)، پس از چند ماه حضور در امارات، در نهایت تصمیم گرفت برای حفظ امنیت خانواده‌اش، از این کشور مهاجرت کند.(خبرگزاری فارس در ۲ مهر ۱۴۰۱؛ در گفتگو با یک وکیل دادگستری، کریمی را تهدید به مجازات «اعدام» کرده بود).

### دیدار با رئیس‌جمهور آلمان
در ۳۰ آذر ۱۴۰۱؛ با انتشار عکس دیدار علی کریمی با فرانک والتر اشتاین‌مایر رئیس‌جمهور آلمان، پرده از حضور کریمی در آلمان برداشته شد.
رئیس‌جمهور آلمان در دیدار با کریمی به انتقاد از سرکوب اعتراضات مردمی ایران پرداخت و عنوان کرد: «ما نباید صدای خود را علیه خشونت‌های غیرانسانی که رژیم ایران اعمال می‌کند متوقف کنیم. مهم است که نقض اخیر حقوق بشر در ایران توسط کارشناسان مستقل بررسی شود تا عوامل آن روزی پاسخگو باشند.»کریمی در این دیدار؛ از اشتاین‌مایر برای حمایت از مردم ایران، تشکر کرد.
دیدار کریمی با رئیس‌جمهور آلمان؛ واکنش گسترده رسانه‌های نزدیک به حاکمیت ایران، صدا و سیما، سید حسن عاملی از اعضاء مجلس خبرگان رهبری،سیدرسول موسوی دستیار وزیر امور خارجه ایرانو سردار رمضان شریف؛ سخنگو سپاه پاسداران انقلاب اسلامی را به دنبال داشت.